# Rhysodes comes
Rhysodes comes – gatunek chrząszcza z rodziny zagłębkowatych.
Gatunek ten opisany został w 1888 roku przez George’a Lewisa jako Epiglymmius comes. Później przeniesiony został do rodzaju Rhysodes, do którego zaliczany jest jeszcze tylko zagłębek bruzdkowany.
Chrząszcz o ciele długości około 7 mm, węższym niż u zagłębka bruzdkowanego. Czułki zakończone dobrze wykształconym sztyletem. Oczy duże. Głowa za oczami słabiej poprzeczna, a boki przedplecza bardziej równoległe niż u wspomnianego gatunku. Na przedpleczu trzy podłużne bruzdy, z których dwie boczne kompletne, nieskrócone. U jego nasady duże dołki przypodstawowe. Pokrywy o kątach barkowych zaokrąglonych, pozbawionych guzków. Odnóża smuklej zbudowane niż u zagłębka bruzdkowanego.
Owad ten zasiedla wschodnią Palearktykę. Notowany z japońskich wysp Honsiu, Sikoku, Kiusiu i Hokkaido, Korei, północno-wschodnich Chin oraz rosyjskich: Kunaszyru, Kraju Nadmorskiego, południowego Kraju Chabarowskiego oraz Żydowskiego Obwodu Autonomicznego.